# جيوفاني دومينيكو كاسيني
جيوفاني دومينيكو كاسيني (بالإيطالية: Giovanni Domenico Cassini)‏ (8 يونيو 1625 - 14 سبتمبر 1712) وهو عالم رياضيات وعالم فلك ومهندس ومنجم إيطالي فرنسي (مُنح الجنسية الفرنسية). ولد في بيرينالدو Perinaldo، بالقرب من سان ريمو، في ذلك الوقت في جمهورية جنوة. كان جيوفاني دومينيكو كاسيني أول شخص من عائلته في البدء في العمل على مشروع خلق خريطة طبوغرافية لفرنسا.

## عالم الفلك
كان كاسيني عالم فلك في مرصد بازانو Panzano، 1648 - 1669. وكان أستاذ الفلك في جامعة بولونيا، وأصبح في 1671، مدير مرصد باريس.
وكان كاسيني أول من رصد أربعة من أقمار زحل، وهي إيابيتوس سنة 1671 وريا سنة 1672 وديون سنة 1684 وتثيس سنة 1684. وقد أرجع التغير في بريث إيابيتوس إلى وجود المادة المظلمة في جنوبه، كما اكتشف حاجز كاسيني في حلقات زحل سنة 1675 كما تقاسم مع روبرت هوك اكتشاف البقعة الحمراء العظيمة لكوكب المشتري سنة 1665
أرسل سنة 1672 زميله جين ريشر Jean Richer إلى كايين بينما بقي هو في باريس وأجرى كلاهما الملاحظات على المريخ في وقت واحد، ومن خلال حساب التزيح استطاع أن يحدد بعده وهكذا استطاع لأول مرة ايجاد ابعاد حقيقية في المجموعة الشمسية

## علم التنجيم
كان التنجيم سبب انجذابه إلى السموات والأجرام في شبابه. حيث قرأ العديد من الكتب حول هذا الموضوع في شبابه، وملك الكثير من المعرفة حول هذا الموضوع، ومن خلال معرفته الواسعة في التنجيم أخذ تعيينه الأول كفلكي. في وقت لاحق من حياته ركز بشكل حصري تقريبا على علم الفلك وعلم التنجيم وأصبح بصورة متزايدة مشاركا في الثورة العلمية.
في عام 1645 م الماركيز كورنيليو مالفاسيا (عضو مجلس الشيوخ من بولونيا) أبدى اهتماما كبيرا في علم التنجيم، ودعا كاسيني إلى بولونيا ووفر له مكان في مرصد بازانو، الذي بني في ذلك الوقت.

## انتقاله إلى فرنسا
انتقل كاسيني في 1669 إلى فرنسا، ومن خلال منحة من ملك فرنسا لويس الرابع عشر ساهم في إنشاء مرصد باريس، الذي افتتح في 1671 ؛ بقي كاسيني مديرا للمرصد حتى وفاته في 1712. وأخذ الجنسية الفرنسية في سنة 1673. وأمضى السنوات المتبقية من حياته وهي واحد واربعين بمثابة عالم الفلك والمنجم الخاص لويس الرابع عشر.

## الهندسة
و ظف كاسيني من قبل البابا كلمنت التاسع في إدارة التحصينات والأنهر والسيطرة على فيضان نهر بو وطلب البابا منه وفق الأوامر المقدسة على أن يعمل معه بشكل دائم لكن كاسيني رفض ذلك وابدى رغبته في الاستمرار في عمله الفلكي
بدأ في سنة 1670 في إنشاء خريط طبوغرافية لفرنسا باستخدام طريقة جيما فريسيوس Gemma Frisius في المثلثات والذي استمر به فيما بعد ابنه جاك كاسيني وانتهت في عهد حفيده.

## روابط خارجية
- جيوفاني دومينيكو كاسيني على موقع الموسوعة البريطانية (الإنجليزية)
- جيوفاني دومينيكو كاسيني على موقع إن إن دي بي (الإنجليزية)